# Ante Puljić
Ante Puljić (Mostar, 5 novembre 1987) è un calciatore croato, difensore del Kustošija.

## Palmarès

### Club

#### Competizioni nazionali
- Campionato belga: 1

Gent: 2014-2015